# Литлфорк (город, Миннесота)
Литлфорк (англ. Littlefork) — город в округе Кучичинг, штат Миннесота, США. На площади 3,1 км² (3,1 км² — суша, водоёмов нет), согласно переписи 2002 года, проживают 680 человек. Плотность населения составляет 222,8 чел./км².
- Телефонный код города — 218
- Почтовый индекс — 56653
- FIPS-код города — 27-37592[1]
- GNIS-идентификатор — 0646969[2]